# Apristurus stenseni
Apristurus stenseni är en hajart som först beskrevs av Springer 1979.  Apristurus stenseni ingår i släktet Apristurus och familjen rödhajar. IUCN kategoriserar arten globalt som otillräckligt studerad. Inga underarter finns listade i Catalogue of Life.

## Bildgalleri

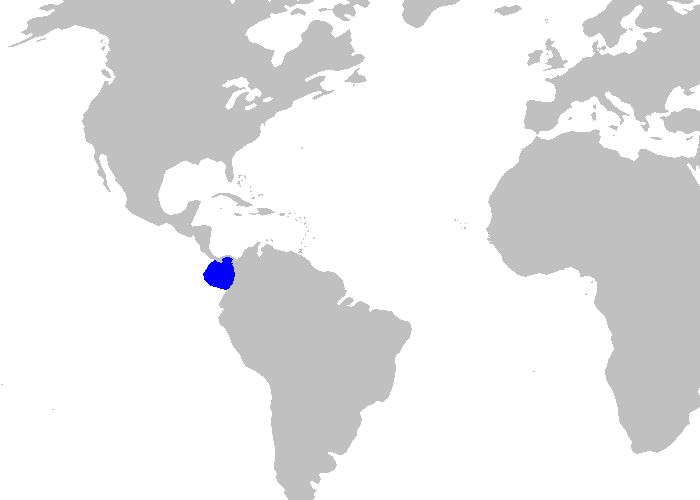